# كايمور
كايمور رمزها «KM» (بالإنجليزية: Kaimur) ، هو تقسيم إداري لدولة الهند تتبع ولاية بيهار (بالإنجليزية: Bihar) ، مركزها هو مدينة بحبوبا (بالإنجليزية: Bhabua) عدد سكانها حسب تعداد سنة 2001 هو 1,626,900 ، مساحتها 3,363 كم² وكثافة السكان 488 لكل كم² .